# Paweł Domagała
Paweł Mariusz Domagała (ur. 19 stycznia 1984 we Wrocławiu) – polski aktor, piosenkarz, muzyk.

## Młodość i wykształcenie
Paweł Domagała urodził się we Wrocławiu, natomiast wychowywał w Radomiu, gdzie ukończył klasę o profilu matematyczno-fizycznym w VI Liceum Ogólnokształcącym im. Jana Kochanowskiego. W 2007 ukończył studia w Akademii Teatralnej im. Aleksandra Zelwerowicza w Warszawie.

## Kariera aktorska
Współpracował z wieloma teatrami m.in. Teatrem Na Woli im. Tadeusza Łomnickiego oraz Teatrem Dramatycznym im. Gustawa Holoubka (obecnie połączone jako Teatr Dramatyczny w Warszawie), Teatrem Montownia, Teatrem „Polonia”, a także Teatrem Powszechnym im. Jana Kochanowskiego w Radomiu. Na deskach tego ostatniego, jeszcze podczas nauki w liceum, zagrał jedną ze swoich pierwszych ról – postać Ignasia w spektaklu „Trans-Atlantyk” w reżyserii Krzysztofa Galosa. Od czerwca 2016 związany jest z warszawskim Teatrem Kwadrat.
Jest członkiem Kabaretu na Koniec Świata.

## Kariera muzyczna, telewizyjna
W 2009, wraz z Igorem Przebindowskim, Wojciechem Królem oraz Fryderykiem Młynarskim założył zespół muzyczny Ginger.
W kwietniu 2016 debiutancki solowy singiel „Jestem tego wart”, do którego zrealizował teledysk i który umieścił na swoim debiutanckim albumie studyjnym pt. Opowiem ci o mnie z listopada 2016.
16 czerwca 2018 wydał singiel „Weź nie pytaj”, który stał się ogólnopolskim hitem i zdobył tytuł Przeboju roku 2018 RMF FM, a zrealizowany do niego teledysk został odtworzony ponad 100 mln razy w serwisie YouTube. Utwór umieścił na swoim drugim albumie studyjnym pt. 1984, który wydał w 2018. Płytę promował jeszcze kilkoma singlami, w tym piosenkami „Wystarczę ja” i „Czasami”.
W 2023 był jurorem w 18. i 19. edycji programu rozrywkowego Twoja twarz brzmi znajomo w telewizji Polsat.

## Życie prywatne
25 maja 2013 poślubił Zuzannę Grabowską, aktorkę. Mają dwie córki, Hannę (ur. 2012) i Barbarę (ur. 2018).

## Filmografia
- 2002: Jasność (etiuda szkolna) – obsada aktorska
- 2005: Plebania jako chłopak (odc. 537)
- 2005: Pasażer (etiuda szkolna) – obsada aktorska
- 2005: Egzamin z życia jako barman Leszek (odc. 3, 19–20)
- 2006: Wszyscy jesteśmy Chrystusami jako student Adama
- 2006: Tor (etiuda szkolna) – obsada aktorska
- 2006: Fabryka jako Marek, kolega Adama
- 2006: Dwóch ludzi z klasą (etiuda szkolna) – obsada aktorska
- 2007: Niania jako chłopak Małgorzaty (odc. 63)
- 2007: Na dobre i na złe jako Marek Majewski (odc. 304)
- 2007: Kryminalni jako Artur Bolecki (odc. 85)
- 2007, 2013–2015: Barwy szczęścia jako
  - kolega Pawła z akademika (odc. 1)
  - Arkadiusz, partner Renaty
- 2008: Hela w opałach jako właściciel budki w lunaparku (odc. 54)
- 2008: Demakijaż jako młody
- 2008: 39 i pół jako dziennikarz (odc. 13)
- 2009: Sprawiedliwi jako Ryba (odc. 2, 6)
- 2009: Ostatnia akcja jako aspirant Ferdynand
- 2009: Samo życie jako Jakub, chłopak Weroniki Wiśniewskiej
- 2009: Ojciec Mateusz jako Damian (odc. 21)
- 2009: Miasto z morza jako Wołodia Jazowiecki
- 2010: Weekend jako policjant z hali fabrycznej
- 2010, 2011: Świat według Kiepskich jako:
  - Stefano, Pepe (odc. 341)
  - młody (odc. 348)
  - młody Ferdynand (odc. 374)
- 2010: Ratownicy jako ratownik Michał Barciok (odc. 1–9, 11–13)
- 2010: Optymista jako syn Twardowskich
- 2010: Nowa jako Jarosław Ambroziak (odc. 10)
- 2010: Mam cię na taśmie jako fotografik
- 2010–2011: Prosto w serce jako Motyw, gitarzysta zespołu Cezarego
- 2011: Hotel 52 jako Kajetan Jagoda (odc. 50)
- 2011: 80 milionów jako Tomasz
- 2012: Prawo Agaty jako Jacek Kaczmarek (odc. 20)
- 2012: Na krawędzi jako haker (odc. 7–8)
- 2012–2013: Wszystko przed nami jako Waldemar Kamiński
- 2012, 2014: Piąty Stadion jako kibic (odc. 27, 109)
- 2014: Z łóżka powstałeś jako B.
- 2014: Wkręceni jako Tomasz „Szyja” Zarówny
- 2014: Trashhhh! jako reżyser
- 2014: Dzień dobry, kocham cię! jako Lucjan, przyjaciel Szymona
- 2014–2020: O mnie się nie martw jako Krzysztof Małecki
- 2015: Wkręceni 2 jako Tomasz „Szyja” Zarówny / aktor Mikołaj „Miki” Mazur
- 2015: Wizyta (spektakl telewizyjny) jako Grzegorz
- 2015: Powiedz tak! jako muzyk Wiktor Brzozowski
- 2016: Planeta singli jako Piotr Malinowski
- 2016: Legendy polskie jako Kołodziej (odc. „Operacja bazyliszek”)
- 2016–2017: Druga szansa jako Igor Szot
- 2016: Czułość jako Artur
- 2016: 7 rzeczy, których nie wiecie o facetach jako Filip Michalski
- 2016: Zwierzogród jako lis Nick Bajer (głos)
- 2017: PolandJa jako diler „Kaczor”
- 2017: Gotowi na wszystko. Exterminator jako Marcyś Gałecki
- 2018: Serce nie sługa jako Filip
- 2019: Żmijowisko jako Arek Duszyński
- 2021: W jak morderstwo jako komisarz Jacek Sikora
- 2023: Rafi jako Rafał Nowak[19]
- 2024: Za duży na bajki 2 jako Piotr
- 2025: Pan Mama jako Sylwester Dzik

## Dyskografia
Albumy studyjne
| Rok  | Dane dot. albumu | Najwyższe pozycje na liście | Certyfikat                 | Sprzedaż        |
| Rok  | Dane dot. albumu | POL                         | Certyfikat                 | Sprzedaż        |
| ---- | --- | --------------------------- | -------------------------- | --------------- |
| 2016 | Opowiem ci o mnie - Wydany: 18 listopada 2016 - Wytwórnia: Mystic Production - Formaty: CD, digital download               | 4                           | - ZPAV: platynowa płyta    | - POL: 30 000+  |
| 2018 | 1984 - Wydany: 16 listopada 2018 - Wytwórnia: Mystic Production - Formaty: CD, digital download                            | 1                           | - ZPAV: 4× platynowa płyta | - POL: 120 000+ |
| 2020 | Wracaj - Wydany: 20 listopada 2020 - Wytwórnia: Domagała Borowiecki, Agora - Format: CD, digital download                  | 3                           | - ZAPV: złota płyta        | - POL: 15 000+  |
| 2022 | Narnia - Wydany: 18 listopada 2022 - Wytwórnia: Domagała Borowiecki, Agora - Format: CD, digital download, streaming       | 3                           |                            |                 |
| 2025 | Hotelowe piosenki - Wydany: 23 maja 2025 - Wytwórnia: Domagała Borowiecki, Agora - Format: CD, digital download, streaming | 10                          |                            |                 |

Single
| Rok | Tytuł                    | Najwyższe pozycje na listach | Najwyższe pozycje na listach | Najwyższe pozycje na listach | Certyfikat                  | Album                                    |
| Rok | Tytuł                    | POL (airplay)                | POL (airplay nowości)        | POL (airplay TV)             | Certyfikat                  | Album                                    |
| --- | ------------------------ | ---------------------------- | ---------------------------- | ---------------------------- | --------------------------- | ---------------------------------------- |
| 2016 | „Jestem tego wart”       | –                            | –                            | –                            |                             | Opowiem ci o mnie                        |
| 2016 | „Gdybyś była”            | –                            | –                            | –                            |                             | Opowiem ci o mnie                        |
| 2017 | „Opowiem ci o mnie”      | –                            | –                            | –                            |                             | Opowiem ci o mnie                        |
| 2017 | „Jestem rewolucją”       | –                            | –                            | –                            |                             | –                                        |
| 2017 | „25 grudnia”             | –                            | –                            | –                            |                             | Opowiem ci o mnie                        |
| 2018 | „Szczęście”              | –                            | –                            | –                            |                             | Opowiem ci o mnie                        |
| 2018 | „Weź nie pytaj”          | 1                            | 1                            | 1                            | - ZPAV: 3× diamentowa płyta | 1984                                     |
| 2018 | „Wystarczę ja”           | 1                            | 1                            | –                            | - ZPAV: 4× platynowa płyta  | 1984                                     |
| 2018 | „Najgrubszy Anioł Stróż” | –                            | –                            | –                            |                             | 1984                                     |
| 2019 | „Czasami”                | 13                           | 1                            | –                            |                             | 1984                                     |
| 2019 | „Nie zmarnuj mnie”       | –                            | –                            | –                            |                             | 1984                                     |
| 2019 | „Żmijowisko”             | 23                           | 1                            | –                            | - ZPAV: złota płyta         | Żmijowisko (ścieżka dźwiękowa) Wracaj    |
| 2019 | „Obietnica”              | –                            | –                            | –                            |                             | 1984                                     |
| 2020 | „Ja tak umiem”           | –                            | –                            | –                            |                             | Wracaj                                   |
| 2020 | „Popatrz na mnie”        | 15                           | 1                            | –                            |                             | Wracaj                                   |
| 2020 | „Wracaj”                 | –                            | –                            | –                            |                             | Wracaj                                   |
| 2020 | „Synku mój”              | –                            | –                            | –                            |                             | Wracaj                                   |
| 2021 | „Milcz”                  | –                            | –                            | –                            |                             | Na chwilę, na zawsze (ścieżka dźwiękowa) |
| 2021 | „Łe łe”                  | 81                           | –                            | –                            |                             | Narnia                                   |
| 2022 | „Dzieci u dziadków”      | –                            | –                            | –                            |                             | Narnia                                   |
| 2022 | „Po co ten krzyk”        | –                            | –                            | –                            |                             | Narnia                                   |
| 2023 | „Rafi”                   | –                            | X                            | X                            |                             | Narnia                                   |
| 2024 | „Za późno”               | –                            | X                            | X                            |                             | Hotelowe piosenki                        |
| 2024 | „Tchórz”                 | –                            | X                            | X                            |                             | Hotelowe piosenki                        |
| 2024 | „Ostatni raz”            | –                            | X                            | X                            |                             | Hotelowe piosenki                        |
| 2025 | „Murem”                  | –                            | X                            | X                            |                             | Hotelowe piosenki                        |
| 2025 | „W tym mieście”          | –                            | X                            | X                            |                             | Hotelowe piosenki                        |
| 2025 | „Pies”                   | –                            | X                            | X                            |                             | Hotelowe piosenki                        |
| „–” oznacza, że singel nie był notowany na danej liście. „X” oznacza, że lista nie istniała w danym okresie. |                          |                              |                              |                              |                             |                                          |

Inne
| Rok  | Tytuł          | Uwagi                                        | Źródło |
| ---- | -------------- | -------------------------------------------- | ------ |
| 2019 | KęKę – Mr KęKę | gościnnie śpiew w utworze „Powiedz mi czemu” | [ 31 ] |

## Nagrody i wyróżnienia
| Rok  | Konkurs                                                           | Kategoria                                                            | Tytułem               | Wynik       | Źródło |
| ---- | ----------------------------------------------------------------- | -------------------------------------------------------------------- | --------------------- | ----------- | ------ |
| 2007 | 25. Festiwal Szkół Teatralnych w Łodzi                            | Wyróżnienie jury za rolę Gerry’ego w przedstawieniu Tańce w Ballybeg | Paweł Domagała        | Wyróżnienie | [ 5 ]  |
| 2010 | Złota Kaczka                                                      | Najlepszy aktor sezonu 2009/2010                                     | rola w Miasto z morza | Nominacja   | [ 32 ] |
| 2015 | 19. Festiwal Filmu-Muzyki-Malarstwa „Lato z Muzami” w Nowogardzie | Nagroda „Robi swoje!”                                                | Paweł Domagała        | Wygrana     | [ 33 ] |
| 2019 | Gwiazdy Plejady                                                   | Gwiazda sieci                                                        | Paweł Domagała        | Nominacja   | [ 34 ] |
| 2019 | Fryderyki 2019                                                    | Album roku pop                                                       | 1984                  | Nominacja   | [ 35 ] |

- 2020: Medal Świętego Brata Alberta za wspieranie osób niepełnosprawnych[36]